# Cripta di Sant'Agostino
(Testo dell'epigrafe posta sull'altare della cripta.)
La cripta di Sant'Agostino è una piccola cappella ipogeica di Cagliari, sita nel largo Carlo Felice, nel quartiere di Stampace. Alla cripta si accede, tramite una scala a chiocciola, dall'androne del palazzo Accardo.

## Storia e descrizione
La cripta costituisce ciò che resta della chiesa e del convento degli agostiniani, eretti dove la tradizione identificava il luogo in cui vennero custodite, dal 504 al 722 , le spoglie di sant'Agostino di Ippona. Il corpo del santo dottore giunse a Cagliari al seguito di san Fulgenzio di Ruspe che, insieme ad altri vescovi provenienti dal nord Africa, venne esiliato in Sardegna dal re Vandalo Trasamondo, e vi rimase sino al 722, quando venne traslato a Pavia per volere del re Longobardo Liutprando, allo scopo di preservare le reliquie dalle scorrerie dei Saraceni. La grotta, ambiente probabilmente già utilizzato in epoca romana, dove si custodirono le reliquie del santo continuò ad essere un luogo di culto e divenne la cripta di una chiesa dedicata a sant'Agostino, edificata nel XV secolo in stile gotico e affiancata dal convento dei monaci che la officiavano. Nella seconda metà del XVI secolo chiesa e convento, che sorgevano extra moenia, vennero demoliti per permettere i lavori di riammodernamento della cinta muraria della città voluti da Filippo II di Spagna. Lo stesso sovrano si preoccupò di commissionare e finanziare la costruzione di un nuovo tempio dedicato al santo che, affiancato dal nuovo convento degli agostiniani, venne eretto intra moenia, nella Marina.
Dell'antica chiesa venne lasciata in piedi solo una piccola cappella, soprastante la cripta. Alla fine del XIX secolo, in seguito ai lavori di sistemazione del largo Carlo Felice, la cappella venne demolita per far posto al palazzo Accardo, progettato da Dionigi Scano. Rimase solo l'antica cripta, ancora oggi visitabile.
All'interno dell'ipogeo, a pianta rettangolare, si può ammirare un altare marmoreo in stile classico, eretto nel 1638 per volere della marchesa di Villacidro Elena Brondo, allo scopo di onorare il luogo dove venne custodito il corpo di sant'Agostino. L'altare comprende una nicchia, dove è custodita una statua del santo, e il paliotto, che include un bassorilievo raffigurante sant'Agostino giacente tra due angeli e l'iscrizione con la data di erezione dell'altare. Dietro l'altare si trova la cavità che, secondo la tradizione, contenne le reliquie del santo; la stessa cavità raccoglie l'acqua, un tempo considerata miracolosa , proveniente da una sorgente che sgorga nella grotta. La parte bassa delle pareti laterali della cripta e decorata da azulejos seicenteschi.